# Hydrolycus
Hydrolycus là một chi cá từ vùng nhiệt đới Nam Mỹ. Hiện đang có bốn loài được mô tả.

## Loài
- Hydrolycus armatus (Jardine, 1841)
- Hydrolycus scomberoides (G. Cuvier, 1819) (Payara)
- Hydrolycus tatauaia Toledo-Piza, Menezes & dos Santos, 1999
- Hydrolycus wallacei Toledo-Piza, Menezes & dos Santos, 1999

## Hình ảnh

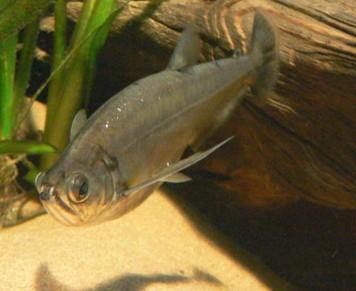